# Holly Ridge
Holly Ridge és una població dels Estats Units a l'estat de Carolina del Nord. Segons el cens del 2008 tenia 908 habitants.

## Demografia
Segons el cens del 2000, Holly Ridge tenia 831 habitants, 321 habitatges i 226 famílies. La densitat de població era de 234,2 habitants per km².
Dels 321 habitatges en un 37,4% hi vivien nens de menys de 18 anys, en un 42,4% hi vivien parelles casades, en un 22,7% dones solteres, i en un 29,3% no eren unitats familiars. En el 19,6% dels habitatges hi vivien persones soles el 9% de les quals corresponia a persones de 65 anys o més que vivien soles. El nombre mitjà de persones vivint en cada habitatge era de 2,49 i el nombre mitjà de persones que vivien en cada família era de 2,87.
Per edats la població es repartia de la següent manera: un 27,6% tenia menys de 18 anys, un 10,1% entre 18 i 24, un 27,4% entre 25 i 44, un 20,6% de 45 a 60 i un 14,3% 65 anys o més.
L'edat mediana era de 33 anys. Per cada 100 dones de 18 o més anys hi havia 78,1 homes.
La renda mediana per habitatge era de 25.573 $ i la renda mediana per família de 26.979 $. Els homes tenien una renda mediana de 27.059 $ mentre que les dones 21.000 $. La renda per capita de la població era de 12.585 $. Entorn del 19% de les famílies i el 24,1% de la població estaven per davall del llindar de pobresa.

## Poblacions més properes
El següent diagrama mostra les poblacions més properes.